# 適法なるイエス
適法なるイエス (Kosher Jesus) (2012年)は正統派ユダヤ教のラビ・シュミリー・ボウテイアク (Shmuley Boteach) の著書で、ユダヤ教とキリスト教の関係に焦点を当てている。

## 背景
ボウテイアクは本書の前に Kosher Sex と The Michael Jackson Tapes を含む2ダース以上の本を書き著しており、テレビのリアリティー・ショー"家庭の平和 (Shalom in the Home) "のホストでもあった 。本書の主題の背景として、ほぼ1世紀前の1925年12月改革派ユダヤ教のラビ・スティーヴン・サミュエル・ワイズがユダヤ人イエスに関する説教を行い、Agudath Harabonim (The Union of Orthodox Rabbis of the United States and Canada, 合衆国とカナダの正統派ラビ連合のヘブライ語名) から非難の布告を発せられるに至る騒動を起こしたことがある。
また、ボウテイアクは本書を書く重要なきっかけになった、あるキリスト教宣教師との遭遇を経験した。
"まだ私が若いラビで、学校内で生徒たちにプーリームのプレゼントを配っていたとき、その30歳の男が微笑みながらやってきて、プーリームを喜び祝い、人々を集めました。それから彼は新約聖書とヘブライ語聖書を巧みに取り出し、何故私がイエスを信じないのかと詰問しました。彼はキリスト教の宣教師で、多勢の生徒たちの前でイエスなしには私は地獄で焼かれるだろうと言いました。私はそれに応えることのできない無力さにとても驚きました。その日から私はヘブライ語聖書とともに新約聖書を読み始め、その大部分を記憶するようになりました"。

## 内容

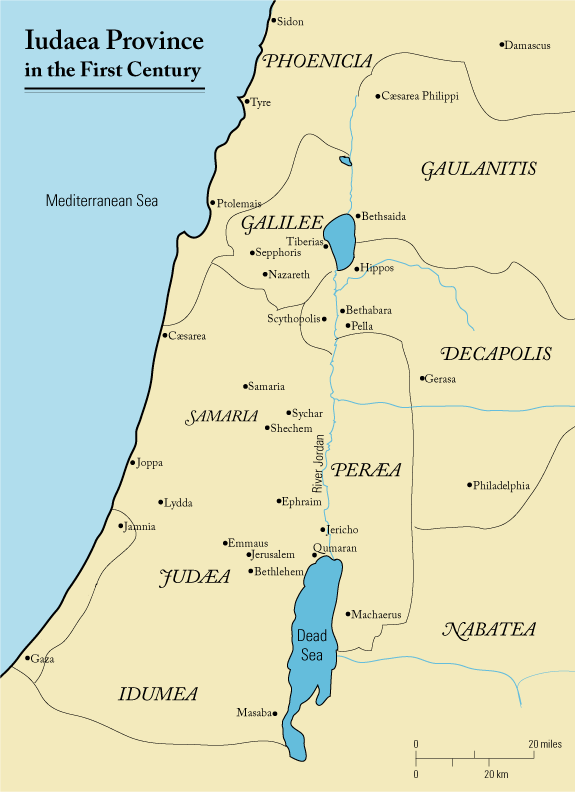
ユダヤ属州 during the 1st century

本書は1世紀の第二神殿期のユダヤ教と新約聖書の文脈で、イエスの教えのラビ・ユダヤ教的な起源を精査する。また、史的イエスへの学問的な見解と、ユダヤ人著者たちによって表現された初期ラビ文献の神学的な理想とを比較する。
ボウテイアクはイエスをメシアだとは信じていないと明確に述べている。同時に、ボウテイアクは「ユダヤ人は彼の神性を認めずに、イエスから学ぶべきことが多くある。イエスを偉大な賢明さ、美しく倫理的な教え、そして全くのユダヤ的愛国心の人として受け入れるべき理由は多い"」と論じる。彼はユダヤ・キリスト教的価値観について、「ユダヤ的価値観とキリスト教的価値観を結びつけるのはイエス自身だ」と結論づける。本書は2012年、エルサレムとニューヨークにオフィスを持つ Gefen Publishing House より発行された。
本書ではイエスは賢人で、博識なトーラーを厳守するユダヤ教のラビだと論じられる。彼はユダヤ人コミュニティーの大切なメンバーだったとする。同時に、イエスはローマ人たちをその残酷さから嫌っていて、彼らに対して勇敢に戦ったと言う。本書はユダヤ人はイエスの処刑に関与しなかったとし、むしろ彼の裁判と死の責任はポンティウス・ピラトゥスをはじめとするローマ人にあるとする。イエスはローマによる圧政を覆そうとして処刑されたのであって、トーラーのあらゆる面からのユダヤの祭礼遵守のために働いたとする。
ボウテイアクは本書が「イエスの教えの本来の起源をトーラー、タルムードとラビ文献にさかのぼるものである」とする。
彼は敬虔なユダヤ人としてのイエスに関する新しい見解が反ユダヤ主義を撲滅し、ユダヤ人とクリスチャンの友好関係を築き、ユダヤ・キリスト教的価値観を強化するものだとする希望を表明した。
ボウテイアクはイギリスのユダヤ人学者であるHyam Maccoby の成果に言及した。Maccoby はイエスは主流派のユダヤ教の教師であり、その教えは後に曲解されて使徒パウロがキリスト教を創設したとする見解に賛同した。

## 反応
The Algemeiner Journal の批評家ジェレミー・ローゼンはボウテイアクが「クリスチャンにはイエスが神ではなく、魅力あるユダヤ人青年だと理解してもらいたいし、ユダヤ人にはイエスが異端で、ユダヤ人を2000年間に渡って迫害してきた宗教の創設者だと考えるのを止めてほしいのだ」と意見を述べた。